# 幻日のヨハネ -SUNSHINE in the MIRROR-
『幻日のヨハネ -SUNSHINE in the MIRROR-』（げんじつのヨハネ サンシャイン イン ザ ミラー）は、「ラブライブ!シリーズ」第2作「ラブライブ!サンシャイン!!」の公式スピンオフ作品。略称は「幻ヨハ」。
キャッチコピーは「みんなが知ってるあの子の、みんなが知らない物語――。」

## 概要
『ラブライブ!サンシャイン!!』の舞台である沼津市とよく似た異世界「ヌマヅ」を舞台としたファンタジー作品。主人公のヨハネをはじめ『ラブライブ!サンシャイン!!』のキャラクターをモチーフにしているがスクールアイドルの要素はなく、それぞれ設定が異なる別人として扱われている。また、主人公が異なるためキャラクター順もAqoursの公式順とは異なる。
「スクールアイドル」を主題としないスピンオフ作品であるため、シリーズ史上初めて「ラブライブ!」をタイトルに冠さない作品となっている。
2020年10月30日に発売された雑誌「LoveLive!Days Aqours SPECIAL」で予告編が掲載され、12月15日に発売された「LoveLive!Days ラブライブ！総合マガジンVol.11」からイラストでの連載がスタートした。
2021年2月22日に配信された生配信番組、「ラブライブ！シリーズ Aqours・虹ヶ咲学園スクールアイドル同好会・Liella! いっしょに生放送」でマルチ展開することを発表した。
2021年6月30日に配信された生放送番組、「ラブライブ！サンシャイン!!Aqours爆誕！6周年de全員集合!!新情報もドリカラ盛り!!浦の星女学院生放送!!!〜We Are Challengers!!〜」でコミカライズが発表され、2022年2月28日に発売された「LoveLive!Days ラブライブ！総合マガジンVol.25」より、漫画版『幻日のヨハネ -Unpolarized Reflexion-』の連載がスタートした。
2022年4月1日にエイプリルフール企画として「アニメ化決定」のディザーPVが1日限定で公開されたのち、2022年6月26日に行われた「Aqours 6th LoveLive! 〜KU-RU-KU-RU Rock 'n' Roll TOUR〜 ＜WINDY STAGE＞」の中で、2023年よりシリーズアニメ化されることが正式に発表され、2023年2月12日に行われた「Aqours EXTRA LoveLive! 2023 〜It's a 無限大☆WORLD〜 ＜Valentine's Day Concert＞」の中で、同年7月よりテレビアニメとして放送されることが発表された。ラブライブ!シリーズとしては通算5作目のアニメ作品となり、『ラブライブ!サンシャイン!!』としては劇場版以来4年ぶりの新作アニメとなった。また、ラブライブ！シリーズのテレビアニメでは、シリーズを通じて初めて男性声優が複数起用されたことも特筆される。
2022年10月31日より、前述の「LoveLive!Days」で連載されているイラストにキャラクターボイスを乗せたピクチャードラマ『幻日のヨハネ -SUNSHINE in the MIRROR- 光景記』の配信がラブライブ!シリーズ公式YouTubeチャンネルでスタート。ナレーションを島本須美が務める。

## あらすじ
海の潮騒と森の囁きに囲まれた“ヌマヅ”で育った少女・ヨハネは小さな町に馴染めない日々を送っていた。そんな日々に嫌気が差したヨハネは「トカイでビッグになる」と言う目標を元に“トカイ”を目指すことになった。しかし夢破れ、故郷に戻り、そこで彼女は種族も年齢も全く異なる人々と知り合うことに。

## 登場人物
人物名の丸括弧内は原典におけるキャラクター。

### 主要人物
ヨハネ（津島善子）
声 - 小林愛香
本作の主人公。トカイで大きな夢を叶えようとするものの破れてヌマヅへと戻り、占い屋さんを営んでいる。心根が優しく頼まれ事は断れない。狼獣「ライラプス」をパートナーとしている。
ライラプス
声 - 日笠陽子
ヨハネと共に暮らす大型の狼獣。穏やかな性格。虫が苦手。
幼少期にヨハネがかけた魔法によって喋ることができるようになり、魔法が解けたことで喋らなくなった。
ハナマル（国木田花丸）
声 - 高槻かなこ
ヨハネの幼馴染。美味しいものが好き。お菓子を売って生活している。猪獣「シシノシン」（声 - 矢野正明）を飼っている。
ダイヤ（黒澤ダイヤ）
声 - 小宮有紗
ヌマヅ行政局（沼津市役所）に在籍する完璧主義な執務長官。妹にルビィがいる。危険を察すると、スカーレット・デルタに変身してバイクに搭乗し、刀を操って敵を退治する。
ルビィ（黒澤ルビィ）
声 - 降幡愛
引っ込み思案な妖精族。他にも通常の人間の姿をしたルビィも登場しているが、関係性は不明。当初はダイヤとの姉妹関係は不明であったが、後にダイヤの妹であることが判明している。
ダイヤがスカーレット・デルタに変身している際は、バイクと融合してダイヤをサポートする。
チカ（高海千歌）
声 - 伊波杏樹
老舗旅館であるトチマン旅館（安田屋旅館）の看板娘。3人姉妹の末っ子。
怪傑ミリオンダラーのケイティーというもうひとつの顔を持ち、空気砲の「爆風銃（バップ・ガン）」を武器にして戦う。
ヨウ（渡辺曜）
声 - 斉藤朱夏
手紙を届けるメッセンジャー。元気いっぱいで運動神経抜群。時には人間大砲とパラグライダーでウチーラへ飛んでいく。
カナン（松浦果南）
声 - 諏訪ななか
ウチーラ地区で工房を営むメカニック。ガラクタの修理や工作をしている。カエルを模したロボット「トノサマ」が相棒。
リコ（桜内梨子）
声 - 逢田梨香子
探求心旺盛な動物学者。ヌマヅの外から移住してきた。
マリ（小原鞠莉）
声 - 鈴木愛奈
ワーシマー島に住む魔王で、「シャトー・オハラ（淡島ホテル）」を居城としている。魔王家系の末裔。使い魔「ペラピー」を従える。

### 主人公の親戚
ヨハネの母（善子の母）
声 - 椎名へきる
学者をしているため、地方に出かけていることも多い。
ヨハネの父（善子の父）
声 - 杉田智和
テレビアニメ版Blu-ray第6巻のドラマCDに登場。
チカの母（千歌の母）
声 - 釘宮理恵
チカ三姉妹の母であり、トチマン旅館を仕切る傍ら、怪傑ミリオンダラーのビッグマムとしてチカ三姉妹のサポートをリモートで行う。
シマ（高海志満）
声 - 阿澄佳奈
チカ三姉妹の長女。怪傑ミリオンダラーのメルシーというもうひとつの顔を持っている。
ミト（高海美渡）
声 - 伊藤かな恵
チカ三姉妹の次女。怪傑ミリオンダラーのトミーというもうひとつの顔を持っている。
ツキ（渡辺月）
声 - 黒沢ともよ
ヨウの従姉妹。本作では、つじ写真館をモデルとした「ツキ寫眞館」の店主として登場する。
マリの父（鞠莉の父）
声 - 大塚明夫
魔王一族の一員。マリがワーシマー島を統治した頃には既に亡くなっている。
『サンシャイン!!』でも登場していたがセリフはなく、セリフありでの登場は本作が初。

### その他の人物
キャラクターの後についている☆印は、「LoveLive! Days」の公募企画である「ヌマヅの噂の住民情報」で選出されたキャラクター。
ナミ・ミキ（オリジナル）
声 - 久野美咲（二役）
ツキの双子の妹。1つ結びがナミで、2つ結びがミキ。
リュウ・セツ・ラン（オリジナル）
声 - 首藤志奈（リュウ）、佐伯伊織（セツ）、渡部恵子（ラン）
ヨハネの近所の家に住む、仲良しな3人組。
コハク（オリジナル）
声 - M・A・O
ダイヤの補佐官。ダイヤ・ルビィとは親戚にあたる。
アリアナ（オリジナル）☆
ダイヤの補佐官の1人。
シイタケ（しいたけ）
声 - 麦穂あんな
チカの飼い犬。
トノサマ（オリジナル）
声 - 飛田展男
カナンの相棒でもあるカエル型ロボット。
ポエール（ポエポエ）☆
ロストワールドからやってきた、ワーシマー島の周囲にいる空飛ぶクジラ。名前は「ポエポエ」と「エール」に掛けている。

## 漫画
『幻日のヨハネ -Unpolarized Reflexion-』（げんじつのヨハネ アンポラライズド リフレクション）は、「LoveLive!Days」で連載された漫画。作画はまつだこうた、キャラクターデザイン原案は秋津たいら。
- 矢立肇（原作）、公野櫻子（原案）、まつだこうた（作画）、秋津たいら（キャラクターデザイン原案） 『幻日のヨハネ -Unpolarized Reflexion-』 KADOKAWA、全3巻
  1. 2023年1月31日発売[12][13]、ISBN 978-4-04-914793-3
  2. 2023年9月15日発売[14]、ISBN 978-4-04-915316-3
  3. 2024年5月30日発売[15]、ISBN 978-4-04-915641-6

## テレビアニメ
サンライズ制作の日本のテレビアニメ。2023年7月から9月までTOKYO MXほかにて放送された。ABEMAでは、放送より1週間早い6月25日から配信していた。
他のラブライブ!シリーズとは異なり、メインキャストによる提供クレジット読みは行っていない。

### 制作
演技
小林愛香は自身の演じるヨハネについて、自分のしたいことで生計を立てることはできないものの、自分のしたいことを通しすぎるところもあるとニュースサイト「リスアニ！」とのインタビューの中で話しており、物語を通じてヨハネの成長を丁寧に描いていることから、特に最初のころはほかのキャラクターよりもやや子供っぽさを出すように演じたと述べている。実際、物語の序盤ではヨハネが他人の気持ちを考えずに自分の気持ちをぶつけてしまう場面があり、この描写について小林はヨハネが都会にいた2年間誰とも接する機会がなかったためだろうと分析している。

### スタッフ
- 原作 - 矢立肇[6]
- 原案 - 公野櫻子[6]
- 監督 - 中谷亜沙美[6]
- 副監督 - 浅野勝也
- シリーズ構成 - 大野敏哉[6]
- コンセプトデザイン - 秋津たいら
- キャラクターデザイン原案 - 室田雄平
- キャラクターデザイン - 山本由美子[6]
- デザインワークス - めばち
- メカニックデザイン - 氏家嘉宏
- プロップデザイン - 柴田琴音
- 美術監督 - 黛昌樹
- コンセプトアート - 井上一宏
- 色彩設計 - 赤間三佐子
- CGディレクター - 黒﨑豪
- 撮影監督 - 間中秀典
- 編集 - 長谷川舞
- 音響監督 - 森田祐一
- 音楽プロデューサー - 大久保隆一
- 音楽 - 加藤達也[6]
- エグゼクティブプロデューサー - 若林悠紀、槙本裕紀、湯浅隆明、依田悠里香
- 企画プロデューサー - 米川充洋
- アニメーションプロデューサー - 岩田圭裕
- プロデューサー - 大塚大
- アニメーション制作 - サンライズ[6]
- 製作 - PROJECT YOHANE（バンダイナムコフィルムワークス、バンダイナムコミュージックライブ、KADOKAWA、ブシロード）

### 主題歌・挿入歌
特記の無い限り作詞はKanata Okajima、Hayato Yamamoto。
「幻日ミステリウム」
Aqoursによるオープニングテーマ。作詞は畑亜貴、作曲・編曲は酒井拓也、山本恭平。
「キミノタメボクノタメ」
Aqoursによるエンディングテーマ。作詞は、UiNA、おっちょこバニー、作曲は小高光太郎、UiNA、編曲は小高光太郎、石倉誉之。
「Far far away」
ヨハネ（小林愛香）による第1話挿入歌。作曲はKanata Okajima、MEG、Hayato Yamamoto、編曲はMEG、Hayato Yamamoto。
「Be as one!!!」
ダイヤ（小宮有紗）、ルビィ（降幡愛）、チカ（伊波杏樹）による第3話挿入歌。作詞はHayato Yamamoto、作編曲は宮崎誠。
「R・E・P」
ハナマル（高槻かなこ）、ヨウ（斉藤朱夏）、カナン（諏訪ななか）による第4話挿入歌。作詞はFUNK UCHINO、作曲はDJ Chika a.k.a. Inherit、FUNK UCHINO、編曲はDJ Chika a.k.a. Inherit、春川仁志。
「Hey, dear my friends」
ヨハネ（小林愛香）、リコ（逢田梨香子）、マリ（鈴木愛奈）による第6話挿入歌。作曲はKanata Okajima、Hayato Yamamoto、KAIKI、Nao Nishimura、編曲はHayato Yamamoto。
「GIRLS!!」
ヨハネ（小林愛香）による第7話挿入歌。作曲・編曲は高田暁。
「Wonder Sea breeze」
ヨハネ（小林愛香）、ハナマル（高槻かなこ）、ダイヤ（小宮有紗）、ルビィ（降幡愛）、チカ（伊波杏樹）、ヨウ（斉藤朱夏）、カナン（諏訪ななか）、リコ（逢田梨香子）、マリ（鈴木愛奈）による第8話挿入歌。作曲・編曲は倉内達矢。
「Forever U & I」
ヨハネ（小林愛香）による第12話挿入歌。作曲はKanata Okajima、Hayato Yamamoto、編曲はHayato Yamamoto。
「La la 勇気のうた」
ヨハネ（小林愛香）、ハナマル（高槻かなこ）、ダイヤ（小宮有紗）、ルビィ（降幡愛）、チカ（伊波杏樹）、ヨウ（斉藤朱夏）、カナン（諏訪ななか）、リコ（逢田梨香子）、マリ（鈴木愛奈）による第13話挿入歌。作曲・編曲はFi'Ne、米澤森人、alura。

### 各話リスト
| 話数   | サブタイトル                   | 脚本       | 絵コンテ                     | 演出                | 作画監督                                                                                 | ダンスパート | ダンスパート                 | ダンスパート                                                | 総作画監督                                                             | 初放送日      |
| 話数   | サブタイトル                   | 脚本       | 絵コンテ                     | 演出                | 作画監督                                                                                 | 絵コンテ     | 演出                         | 作画監督                                                    | 総作画監督                                                             | 初放送日      |
| ------ | ------------------------------ | ---------- | ---------------------------- | ------------------- | ---------------------------------------------------------------------------------------- | ------------ | ---------------------------- | ----------------------------------------------------------- | ---------------------------------------------------------------------- | ------------- |
| 第1話  | はじまりのうた                 | 大野敏哉   | 中谷亜沙美                   | 佐久間貴史          | 粕川みゆき 黒田ありさ 五藤侑樹 小沼よしい                                                | -            | -                            | 市原圭子 後藤望                                             | 山本由美子                                                             | 2023年 7月2日 |
| 第2話  | わたしのおしごと               | 大野敏哉   | 浅野勝也                     | 浅野勝也            | 今西美沙季 加藤照代 工藤ゆき 清水文乃 永山恵 林央剛 山村俊了                             | -            | -                            | -                                                           | 山本由美子 山本亮友                                                    | 7月9日        |
| 第3話  | 団結Are you ready?             | 大野敏哉   | 櫻井親良                     | 渡邊敬介            | 市原圭子 いとうまりこ 尾尻進矢 粕川みゆき 加藤照代 亀田朋幸 工藤ゆき 永山恵 山澤純玲     | -            | 櫻井親良                     | -                                                           | 小野田将人 佐野恵一 山本由美子                                         | 7月16日       |
| 第4話  | 空と海のあいだ                 | 大野敏哉   | 誌村宏明                     | 原田奈奈            | いとうまりこ 粕川みゆき 加藤照代 黒田ありさ 清水文乃 畠山佳苗 林央剛 三腰航平 水野辰哉   | 鈴木健太郎   | 中西基樹                     | 後藤望 久松沙紀                                             | 尾尻進矢 菊池陽介 山本亮友 山本由美子 渡邊敬介                         | 7月23日       |
| 第5話  | まおうのひみつ                 | 大野敏哉   | 青柳隆平                     | 小谷野竜成          | 板倉和弘 上家礼衣 小村柚葉 中澤あこ 村橋亮佑                                             | -            | -                            | -                                                           | 小野田将人 佐野恵一 山本由美子                                         | 7月30日       |
| 第6話  | ひとみしりのハーモニー         | 大野敏哉   | 浅野勝也 中谷亜沙美 丸山裕介 | 山田晃              | 飯飼一幸 上野泰寛 川辺雄介 工藤裕加 高倉香恵 坪田慎太郎 新田綾子 長谷川一生 服部憲知     | 梅津朋美     | 山田晃 中谷亜沙美 [ 注釈 6 ] | 市原圭子 久松沙紀 中谷亜沙美                                | 佐野恵一 山本亮友 山本由美子                                           | 8月6日        |
| 第7話  | 女子会ってなぁに？             | 大野敏哉   | 吉澤翠                       | 砂川正和            | 鎌倉宏也 佐藤秋子 中島渚                                                                 | -            | -                            | -                                                           | 菊池陽介 山本由美子                                                    | 8月13日       |
| 第8話  | 届け！Sea breeze               | 大野敏哉   | 櫻井親良                     | ほりうちゆうや      | いとうまりこ 粕川みゆき 工藤ゆき 永山恵 林央剛 三腰航平                                  | 黒﨑豪       | 松永浩太郎                   | 後藤望                                                      | 小野田将人 黒田ありさ 山本由美子 山本亮友 渡邊敬介                     | 8月20日       |
| 第9話  | ライラプスをさがせ             | 大野敏哉   | 鈴木健太郎                   | 柴田裕介            | 井戸田あかね 尾尻進矢 亀田朋幸 黒田ありさ 永山恵 新田綾子 畠山佳苗 久松沙紀              | -            | -                            | -                                                           | 小野田将人 山本由美子 山本亮友 渡邊敬介                                | 8月27日       |
| 第10話 | いってらっしゃいヨハネちゃん！ | 何万字角蔵 | 飯野慎也                     | 飯野慎也            | 市原圭子 後藤望 迫由里香 清水文乃 水野辰哉 山澤純玲                                      | -            | -                            | -                                                           | 尾尻進矢 山本亮友 山本由美子 渡邊敬介                                  | 9月3日        |
| 第11話 | ヨハネのまほう                 | 何万字角蔵 | 中西基樹                     | 中西基樹            | 尾崎正幸 加瀬幸治 永田喜敬 林央剛 福井麻記 米山浩平                                      | -            | -                            | -                                                           | 小野田将人 粕川みゆき 黒田ありさ 新田綾子 山本由美子                   | 9月10日       |
| 第12話 | さよならライラプス             | 大野敏哉   | 櫻井親良                     | 櫻井親良            | いとうまりこ 市原圭子 亀田朋幸 永山恵 林央剛 久松沙紀 三腰航平 山澤純玲 吉田雄一         | 中谷亜沙美   | 松永浩太郎                   | 柴田琴音                                                    | 尾尻進矢 小野田将人 粕川みゆき 黒田ありさ 山本由美子 山本亮友 渡邊敬介 | 9月17日       |
| 第13話 | そして今日も                   | 大野敏哉   | 中谷亜沙美 浅野勝也          | 中谷亜沙美 浅野勝也 | いとうまりこ 市原圭子 粕川みゆき 工藤ゆき 黒田ありさ 迫由里香 清水文乃 山澤純玲 吉田雄一 | 菱田正和     | 菱田正和                     | 井戸田あかね 粕川みゆき 後藤望 新田綾子 松尾優希 山本由美子 | 尾尻進矢 小野田将人 粕川みゆき 黒田ありさ 山本由美子 山本亮友 渡邊敬介 | 9月24日       |

### 放送局
| 放送期間               | 放送時間                     | 放送局     | 対象地域 | 備考                                       |
| ---------------------- | ---------------------------- | ---------- | -------- | ------------------------------------------ |
| 2023年7月2日 - 9月24日 | 日曜 22:30 - 23:00           | TOKYO MX   | 東京都   |                                            |
|                        | 日曜 23:30 - 翌0:00          | BS11       | 日本全域 |                                            |
|                        |                              | サンテレビ | 兵庫県   |                                            |
|                        |                              | KBS京都    | 京都府   |                                            |
| 2023年7月3日 - 9月25日 | 月曜 1:35 - 2:05（日曜深夜） | テレビ愛知 | 愛知県   |                                            |
| 2023年7月4日 - 9月26日 | 火曜 1:19 - 1:49（月曜深夜） | 静岡放送   | 静岡県   | 『スーパーアニメ6区』枠 作品モデル地を含む |

| 配信開始日    | 配信時間            | 配信サイト | 備考                          |
| ------------- | ------------------- | --- | ----------------------------- |
| 2023年6月25日 | 日曜 23:00 - 23:30  | ABEMA | 地上波より1週間先行しての配信 |
| 2023年7月2日  | 日曜 23:00 以降順次 | バンダイチャンネル Prime Video Hulu U-NEXT dアニメストア アニメ放題 DMM TV TELASA J:COMオンデマンド メガパック milplus auスマートパスプレミアム ふらっと動画 FOD Google Play HAPPY!動画 |                               |

### BD
| 巻 | 発売日         | 収録話          | 規格品番  |
| -- | -------------- | --------------- | --------- |
| 1  | 2023年9月27日  | 第1話           | BCXA-1863 |
| 2  | 2023年10月27日 | 第2話 - 第3話   | BCXA-1864 |
| 3  | 2023年11月22日 | 第4話 - 第5話   | BCXA-1865 |
| 4  | 2023年12月22日 | 第6話 - 第7話   | BCXA-1866 |
| 5  | 2024年1月26日  | 第8話 - 第9話   | BCXA-1867 |
| 6  | 2024年2月28日  | 第10話 - 第11話 | BCXA-1868 |
| 7  | 2024年3月27日  | 第12話 - 第13話 | BCXA-1869 |

## ゲーム
幻日のヨハネ -BLAZE in the DEEPBLUE-
横スクロールの2Dアクションゲーム。ヌマヅ近海に現れた「海底ダンジョン」をヨハネとライラプスが探索を行う。
開発はインティ・クリエイツ。ハピネットより2023年11月16日発売。
対応プラットフォームはNintendo Switch・PlayStation 4・PlayStation 5・Xbox One・Xbox Series X/S・Steam。
幻日のヨハネ -NUMAZU in the MIRAGE-
デッキ構築型ローグライトゲーム。
ビサイドより2024年2月22日発売（PS4版は3月27日）。
対応プラットフォームはNintendo Switch・PlayStation 5・PlayStation 4・Steam。

## コラボレーション

### 西武鉄道グループ
- 西武鉄道および伊豆箱根鉄道 - 2023年5月27日より西武鉄道各線と伊豆箱根鉄道駿豆線にて、 合同スタンプラリー[注釈 8]や西武池袋線・狭山線・伊豆箱根鉄道駿豆線でのラッピング車両（西武6000系[注釈 9]・伊豆箱根鉄道7000系を使用）の運行などを実施[24]。
- 埼玉西武ライオンズ - 2023年6月11日に西武ドーム（ベルーナドーム）で開催されたセ・パ交流戦・埼玉西武 対 東京ヤクルトスワローズ戦にてコラボイベントを実施[25]。

### 沼津市内各企業及び自治体
- 沼津あげつち商店街 - あげつち商店街に加盟している店舗で1000円以上の買い物を行うと、1000アゲツチアジーが貰え、それぞれ色が異なる1000アゲツチアジーを集めることで、記念品を入手することができる[注釈 10]。
- 清水町 - 柿田川公園第二展望台が「カキタ湧水口」として誌内に登場、駐車場の利用者に、幻日のヨハネのイラストを使用した駐車料金領収書を交付している[26]。
- JR東海 - 11月3日から12月25日まで「推し旅 UPDATE」にて、『幻日のヨハネ スタンプラリー』を実施[27]。

### 他作品・企業
- 転生したらスライムだった件 - 2023年4月1日に「転生してもヌマヅだった件」として「転スラ」テレビアニメ第1期に似せたエイプリルフールのビジュアルが公開された際、転スラ公式Twitterが「おや…なんだか既視感？？？！」と反応し、6月7日にコラボが発表された。「転スラ」とコラボしたショートアニメ『幻日のリムル -SUNSHINE in the SLIME』が前後編形式で公開されている[28]。
- GENDA GiGO Entertainment - 2023年9月2日から全国各所でコラボカフェを実施した。限定グッズ、及びメニューが提供された[29]。